# Aruma histrio
Aruma histrio és una espècie de peix de la família dels gòbids i de l'ordre dels perciformes.

## Morfologia
- Els mascles poden assolir 6,5 cm de longitud total.[1][2]

## Hàbitat
És un peix marí, de clima tropical i demersal que viu fins als 14 m de fondària.

## Distribució geogràfica
Es troba al Pacífic oriental central: el Golf de Califòrnia.

## Observacions
És inofensiu per als humans.